# Maskana
Maskana (arabiska: مَسْكَنَة) är en ort i norra Syrien, belägen i Manbij-distriktet i Aleppo-provins. Orten ligger 100 km sydöst om Aleppo vid Assadsjön (en del av Eufratfloden). Näromliggande orter är bland annat Dayr Hafir som till nordväst och Ath Thawrah till sydost om Makana. År 2004 hade Maskana en befolkningsmängd på 15 477.
Den syriska regeringens styrkor återtog kontroll över Maskana från IS-styrkor 3 juni 2017. De Syriska demokratiska styrkorna tog kontroll över Maskana från al-Assad-regimen 1 december 2024.